# Prix littéraires du Gouverneur général 2001
Liste des Prix littéraires du Gouverneur général pour 2001, chacun suivi des finalistes.

## Français

### Prix du Gouverneur général: romans et nouvelles de langue française
- Andrée A. Michaud, Le Ravissement
- Marie-Claire Blais, Dans la foudre et la lumière
- Rachel Leclerc, Ruelle Océan

### Prix du Gouverneur général: poésie de langue française
- Paul Chanel Malenfant, Des ombres portées
- Tania Langlais, Douze bêtes aux chemises de l'homme
- Hélène Monette, Un jardin dans la nuit
- Stefan Psenak, La Beauté
- Jean-Philippe Raîche, Une lettre au bout du monde

### Prix du Gouverneur général: théâtre de langue française
- Normand Chaurette, Le Petit Köchel
- François Archambault, Code 99
- Réjane Charpentier, Un autre monde
- Michel Ouellette, "Requiem", dans Requiem suivi de Fausse route

### Prix du Gouverneur général: études et essais de langue française
- Renée Dupuis, Quel Canada pour les Autochtones? La fin de l'exclusion
- Jacques Allard, Le Roman du Québec: Histoire, perspectives, lectures
- Michel Biron, L'Absence du maître : Saint-Denys Garneau, Ferron, Ducharme
- Madeleine Gagnon, Les Femmes et la guerre
- Jacques B. Gélinas, La Globalisation du monde: laisser faire ou faire?

### Prix du Gouverneur général: littérature jeunesse de langue française - texte
- Christiane Duchesne, Jomusch et le troll des cuisines
- Cécile Gagnon, Le Chien de Pavel
- Ann Lamontagne, Les Mémoires interdites
- Marthe Pelletier, Chante pour moi, Charlotte
- Jean-Michel Schembré, Le Noir Passage

### Prix du Gouverneur général: littérature jeunesse de langue française - illustration
- Bruce Roberts, Fidèles éléphants
- Marjolaine Bonenfant, L'Abécédaire des animots
- Pascale Constantin, Alexis, chevalier des nuits
- Stéphane Poulin, Vieux Thomas et la petite fée
- Mylène Pratt, Le Dimanche de Madame B

### Prix du Gouverneur général: traduction de l'anglais vers le français
- Michel Saint-Germain, No Logo: La Tyrannie des marques
- Agnès Guitard, Les Hauturiers: ils précédèrent les Vikings en Amérique
- Maryse Warda, Motel de passage

## Anglais

### Prix du Gouverneur général: romans et nouvelles de langue anglaise
- Richard B. Wright, Clara Callan
- Yann Martel, Life of Pi
- Tessa McWatt, Dragons Cry
- Jane Urquhart, The Stone Carvers
- Thomas Wharton, Salamander

### Prix du Gouverneur général: poésie de langue anglaise
- George Elliott Clarke, Execution Poems
- Anne Carson, Men in the Off Hours
- Phil Hall, Trouble Sleeping
- Robert Kroetsch, The Hornbooks of Rita K.
- Steve McCaffery, Seven Pages Missing

### Prix du Gouverneur général: théâtre de langue anglaise
- Kent Stetson, The Harps of God
- Mark Brownell, Monsieur d'Eon
- Clem Martini, A Three Martini Lunch
- Michael Redhill, Building Jerusalem
- Jason Sherman, An Acre of Time: The Play

### Prix du Gouverneur général: études et essais de langue anglaise
- Thomas Homer-Dixon, The Ingenuity Gap
- Susan Crean, The Laughing One: A Journey to Emily Carr
- Ross A. Laird, Grain of Truth: The Ancient Lessons of Craft
- Alberto Manguel, Reading Pictures: A History of Love and Hate
- Jack Todd, The Taste of Metal: A Deserter's Story

### Prix du Gouverneur général: littérature jeunesse de langue anglaise - texte
- Arthur Slade, Dust
- Brian Doyle, Mary Ann Alice
- Beth Goobie, Before Wings
- Julie Johnston, In Spite of Killer Bees
- Teresa Toten, The Game

### Prix du Gouverneur général: littérature jeunesse de langue anglaise - illustration
- Mireille Levert, Island in the Soup
- Harvey Chan, Wild Bog Tea
- Murray Kimber, The Wolf of Gubbio
- Kim LaFave, We'll All Go Sailing
- Cindy Revell, Mallory and the Power Boy

### Prix du Gouverneur général: traduction du français vers l'anglais
- Fred A. Reed et David Homel, Fairy Ring
- Sheila Fischman, Little Girl Who Was Too Fond of Matches
- Gail Scott, The Sailor's Disquiet